# Bussigny-sur-Oron

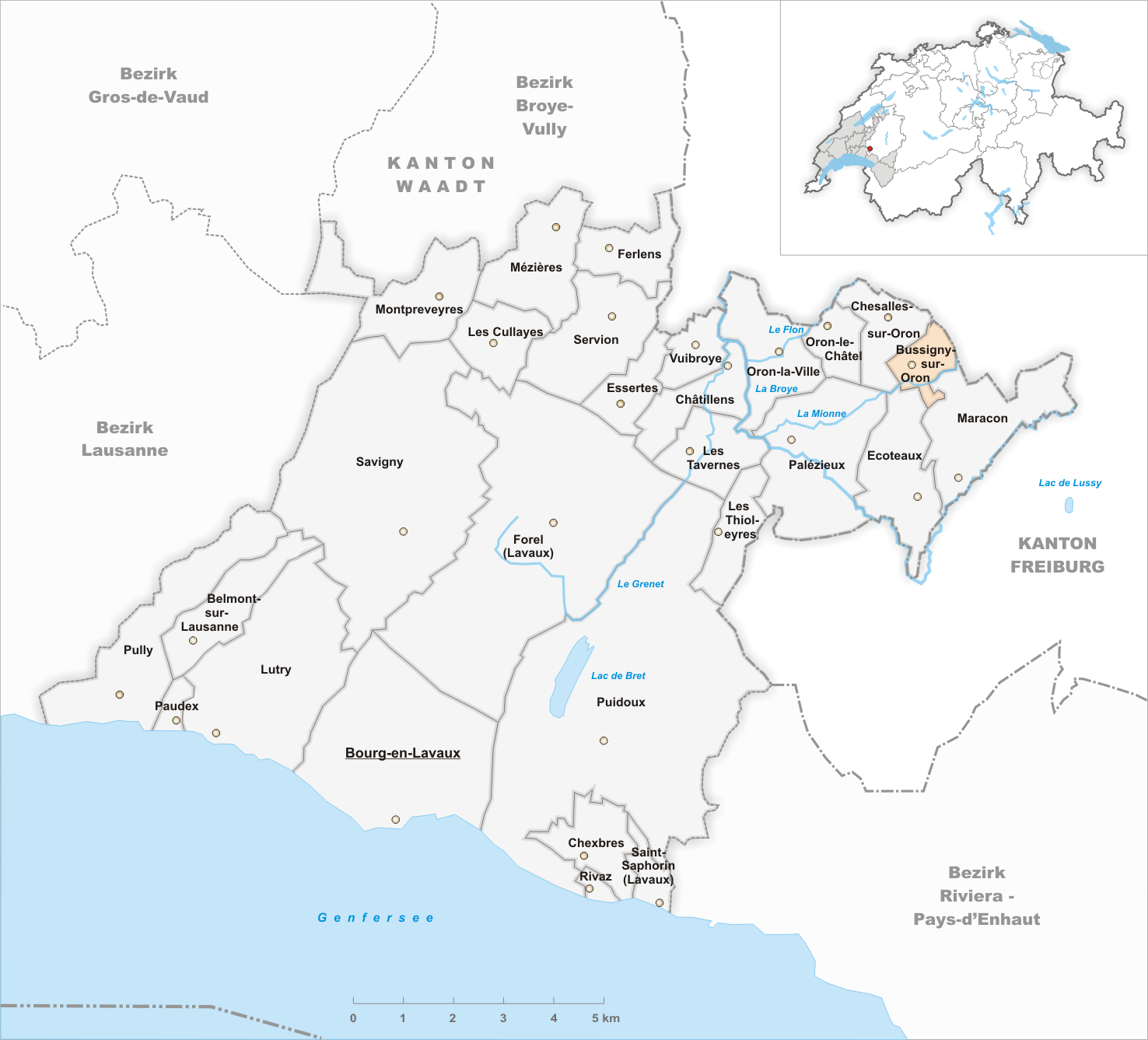
Gemeindestand vor der Fusion am 31. Dezember 2011

Bussigny-sur-Oron war bis zum 31. Dezember 2011 eine politische Gemeinde im Distrikt Lavaux-Oron des Kantons Waadt in der Schweiz.
Am 1. Januar 2012 fusionierte sie mit Oron.

## Geographie
Bussigny-sur-Oron liegt auf 768 m ü. M., drei Kilometer östlich des Ortes Oron-la-Ville und 19 km ostnordöstlich der Kantonshauptstadt Lausanne (Luftlinie). Die Streusiedlungsgemeinde erstreckt sich auf einem nach Süden exponierten Hang im Tal der Mionne, in der östlichen Randzone des Waadtländer Mittellandes.
Die Fläche des nur gerade 1,2 km² grossen ehemaligen Gemeindegebiets umfasst einen Abschnitt des Molassehügellandes im Alpenvorland. Der südliche Teil wird von der breiten Talniederung der Mionne eingenommen, die das Gebiet nach Westen zur Broye entwässert. Nach Norden erstreckt sich der ehemalige Gemeindeboden auf den Höhenrücken, welcher die Täler von Flon und Mionne voneinander trennt, und erreicht hier mit 835 m ü. M. den höchsten Punkt von Bussigny-sur-Oron. Von der ehemaligen Gemeindefläche entfielen 1997 5 % auf Siedlungen, 15 % auf Wald und Gehölze und 80 % auf Landwirtschaft.
Zu Bussigny-sur-Oron gehören mehrere Einzelhöfe.

## Bevölkerung
Mit 77 Einwohnern (Stand 31. Dezember 2010) gehörte Bussigny-sur-Oron zu den kleinsten Gemeinden des Kantons Waadt. Von den Bewohnern sind 89,6 % französischsprachig, 7,5 % deutschsprachig und 1,5 % englischsprachig (Stand 2000). Die Bevölkerungszahl von Bussigny-sur-Oron belief sich 1850 auf 58 Einwohner, 1900 auf 83 Einwohner. Danach wurde bis 1970 durch starke Abwanderung eine Abnahme um rund 55 % auf 38 Einwohner verzeichnet; seither stieg die Bevölkerungszahl wieder deutlich an.

## Wirtschaft
Bussigny-sur-Oron lebt noch heute vorwiegend von der Landwirtschaft, insbesondere vom Ackerbau, vom Obstbau und von der Viehzucht. Ausserhalb des primären Sektors gibt es keine weiteren Arbeitsplätze im Dorf. Aufgrund der sinkenden Einwohnerzahl wurde die Dorfschule bereits im Jahr 1922 geschlossen. In den letzten Jahrzehnten hat sich das Dorf auch zu einer Wohngemeinde entwickelt. Viele Erwerbstätige sind deshalb Wegpendler, die in den umliegenden grösseren Ortschaften arbeiten.

## Verkehr
Die ehemalige Gemeinde liegt abseits der grösseren Durchgangsstrassen, ist aber von Oron-la-Ville leicht zu erreichen. Zu gewissen Tageszeiten wird Bussigny-sur-Oron durch den Postautokurs bedient, der von Oron-la-Ville nach La Verrerie verkehrt.

## Geschichte
Die erste urkundliche Erwähnung des Ortes erfolgte 1433 unter dem Namen Bussignye. Der Ortsname geht auf den gallorömischen Personennamen Bussenius zurück. Seit seiner ersten Nennung gehörte Bussigny-sur-Oron zur Herrschaft Oron, die seit dem 15. Jahrhundert den Grafen von Greyerz unterstand. Nach der Eroberung der Waadt durch Bern wurde die Herrschaft Oron 1557 in eine bernische Landvogtei umgewandelt und im Dorf die Reformation eingeführt. Nach dem Zusammenbruch des Ancien Régime gehörte Bussigny-sur-Oron von 1798 bis 1803 während der Helvetik zum Kanton Léman, der anschliessend mit der Inkraftsetzung der Mediationsverfassung im Kanton Waadt aufging. 1798 wurde es dem Bezirk Oron zugeteilt. Erst 1812 wurde Bussigny-sur-Oron durch Ablösung von Oron-le-Châtel eine selbständige politische Gemeinde.